# Conservatoire à rayonnement régional de Chambéry
 (août 2025).
Le conservatoire à rayonnement régional de Chambéry, également nommé conservatoire à rayonnement régional des Pays de Savoie - Chambéry est un établissement d'enseignement artistique agréé et contrôlé par l'État (Direction générale de la Création artistique du ministère de la Culture et de la Communication), représenté par la direction régionale des Affaires culturelles (DRAC). Il a son siège à Chambéry (Savoie, France).  Il propose trois spécialités, musique, danse et art dramatique.

## Histoire

### Liste des directeurs successifs
- François Bonnal -
- Benoît Baumgartner -
- Bob Revel - 2000 à 2011
- Philippe Barthod - 2011 à 2013
- Mireille Poulet-Mathis - 2014 à 2022
- Fabrice Lelong depuis 2022

## L'association Annecy-Chambéry
En novembre 2004, les deux écoles nationales de musique, danse et art dramatique d'Annecy et de Chambéry ont été reclassées en conservatoire à rayonnement régional des Pays de Savoie. En mai 2008, l’État a confirmé ce classement pour une durée de sept années.
Les deux établissements sont deux entités juridiques distinctes. Ils ont néanmoins adopté un règlement identique des études et favorisent la circulation des élèves entre les deux CRR. Un conseil pédagogique commun a également été institué, permettant la collaboration des enseignants. Enfin, ils mènent en commun certains projets d'action culturelle.
L'ensemble des deux CRR accueille plus de 2 700 élèves (2012).

## Le Conservatoire de Chambery et des pays de Savoie aujourd'hui
Le CRR est aujourd'hui porté essentiellement par la ville de Chambéry. Des financements complémentaires sont apportés par l'assemblée des Pays de Savoie, la Région Rhône-Alpes et le Ministère de la Culture.

Les missions du CRR sont l'éducation artistique, la formation artistique amateur, la formation artistique professionnelle initiale, la diffusion, la création, dans les domaines de la musique, de la danse et du théâtre

### Éducation artistique
Deux musiciennes interviennent dans les écoles élémentaires de la ville. Elles montent des projets avec les enfants, en partenariat avec les enseignants de l'éducation nationale.

Deux orchestres à l'école (un en cordes et un en cuivres) permettent aux enfants de pratiquer l'instrument sur le temps scolaire. Des enseignants du conservatoire (musiques actuelles, formation musicale, danse, accompagnement) interviennent également sur des projets spécifiques. 

Un dispositif appelé "cité voix" permet à tous les enfants de Chambéry en CE2 de pratiquer vocalement et collectivement 

Des concerts et des rencontres avec des artistes programmés dans la saison artistique sont organisés chaque année. Une semaine de l'éducation artistique permet aux enfants des écoles de se familiariser avec la cité des arts, de pratiquer la musique, la danse et les arts plastiques.

### Formation artistique amateur
En mettant les pratiques collectives au centre des processus d'apprentissage, le conservatoire de Chambéry et des Pays de Savoie donne le goût et la motivation pour les disciplines artistiques. Les élèves découvrent les répertoires du patrimoine et participent à des créations chorégraphiques, théâtrales ou musicales. 
L'interdisciplinarité, la transdisciplinarité se développent en lien avec l'école municipale d'art, logée dans le même bâtiment de la cité des arts.
L'ouverture au jazz et aux musiques actuelles, en lien avec l'Apejs (association pour l'enseignement du jazz) permet la mise en œuvre d'une formation en phase avec les évolutions de la société d'aujourd'hui.
Dans le domaine musical, le conservatoire délivre un enseignement concernant les cordes (violon, alto, violoncelle, contrebasse), les bois (flûtes, hautbois, basson, saxophone, clarinette), les cuivres (cor, trompette, trombone, tuba) ainsi que les instruments polyphoniques (piano, guitare, harpe, orgue, percussions, accordéon, accompagnement). Des classes de musique ancienne (flûte à bec, traverso, basson baroque, clavecin, orgue, luth), de musiques actuelles amplifiées, de jazz, de chant, de direction de chœur, d’écriture, de culture musicale, de classes métiers du son et de composition musicales (instrumentale et vocale, électroacoustique) sont également organisées. 
La danse classique, les danses de la Renaissance, la danse jazz, la danse contemporaine et le hip-hop font partie de l’offre chorégraphique du conservatoire.
La section art dramatique offre les enseignements d'interprétation et d'entrainement corporel et vocal.

### Diplômes délivrés
Le conservatoire propose 3 cycles d’apprentissage, appelés 1er, 2e et 3e cycles amateurs auxquels s'ajoute le cycle d'enseignement professionnel initial (CEPI).

Le 2e cycle se conclut par le brevet d'études musicales (BEM), le brevet d'études chorégraphiques (BEC) ou le brevet d'études théâtrales (BET).
le cycle 3 amateur aboutit au certificat d'études musicales (CEM), au certificat d’études chorégraphiques (CEC), ou au certificat d'étude théâtral (CET). 
le CEPI permet d'obtenir un diplôme d'études musicales (DEM), un diplôme d'études chorégraphiques (DEC) en danse classique et en danse contemporaine, ou un diplôme d’études théâtrales (DET).

### Partenariats
Le premier partenariat est celui avec l’Éducation Nationale. Il se décline en divers dispositifs avec les écoles élémentaires, puis avec le collège Louise de Savoie, le lycée Vaugelas, l'université de Savoie (Gaco, lettres modernes et infocom).
Le Conservatoire est accueilli dans la cité des arts de Chambéry et y travaille en lien étroit avec l'école municipale d'art, l'Apejs et les nombreuses associations de pratique amateur hébergées (chorales, orchestres, etc.).
Le Conservatoire est tête de réseau des écoles de musique du département de la Savoie, et à ce titre pôle ressource. Les BEM (voir diplômes décrits ci-dessus) sont organisés en commun ainsi qu'un certain nombre d'actions (projets artistiques, formations, rencontres, etc.). 
Un partenariat spécifique appelé "arc alpin" met en réseau les conservatoires de la CAPI (Bourgion-Jallieu/Villefontaine), d'Annecy-Chambéry et de Grenoble. Les DEM (voir diplômes décrits ci-dessus) sont organisés en commun ainsi qu'un certain nombre de projets culturels. Une convention spécifique a été signée par les quatre collectivités territoriales. 
Enfin, les directeurs et directeurs adjoints sont membres de l'adicra, association des directeurs des conservatoires de Rhône-Alpes. À ce titre, ils se réunissent régulièrement pour faire avancer des dossiers régionaux (liens avec le Ministère de la Culture, mise en place d'un pôle supérieur, réflexion sur les nouveaux rythmes scolaires, etc.) .